# Everlast

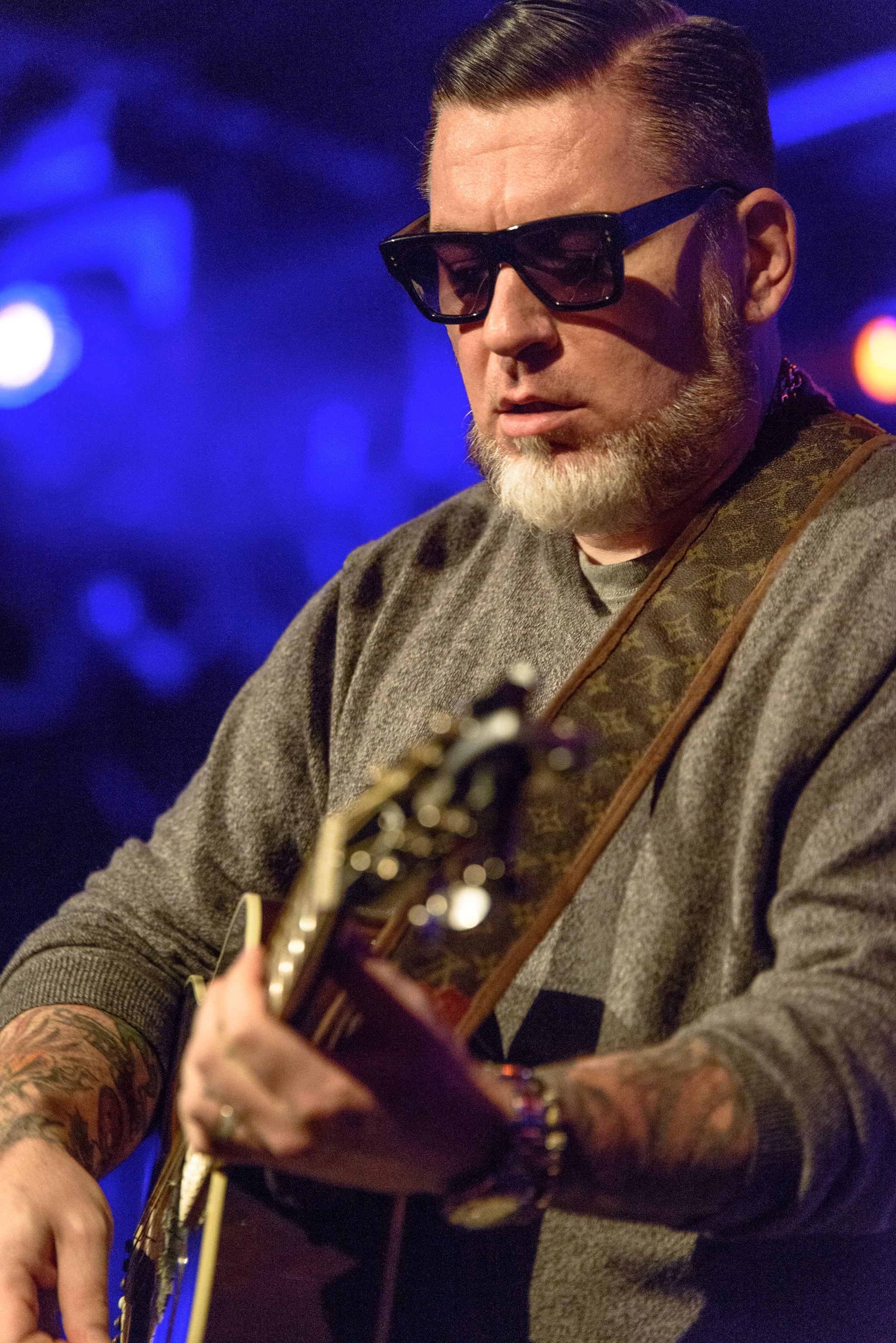
Everlast (2015)

Everlast, eines der Pseudonyme von Erik Francis Schrody (* 18. August 1969 in Valley Stream, Long Island, New York), ist ein US-amerikanischer Hip-Hop- und Crossovermusiker und Komponist.
Er war von 1992 bis 1996 Frontman der Hip-Hop-Gruppe House of Pain und von 2005 bis 2012 Mitglied der Hip-Hop-Supergroup La Coka Nostra.
Das Alias Whitey Ford, das Schrody neben Everlast häufig nutzt, bezieht sich auf den erfolgreichen Baseball-Spieler Whitey Ford und spielt auf sein Weißsein an (Whitey gilt als entsprechender Gegensatz zu Nigger), da er als einer der ersten weißen Rapper gilt.

## Leben

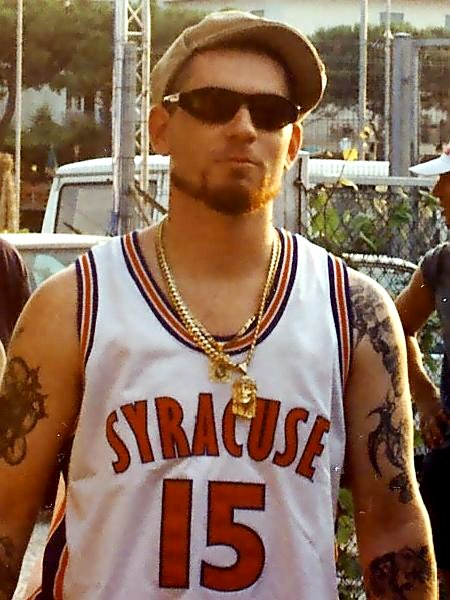
Everlast (2006)

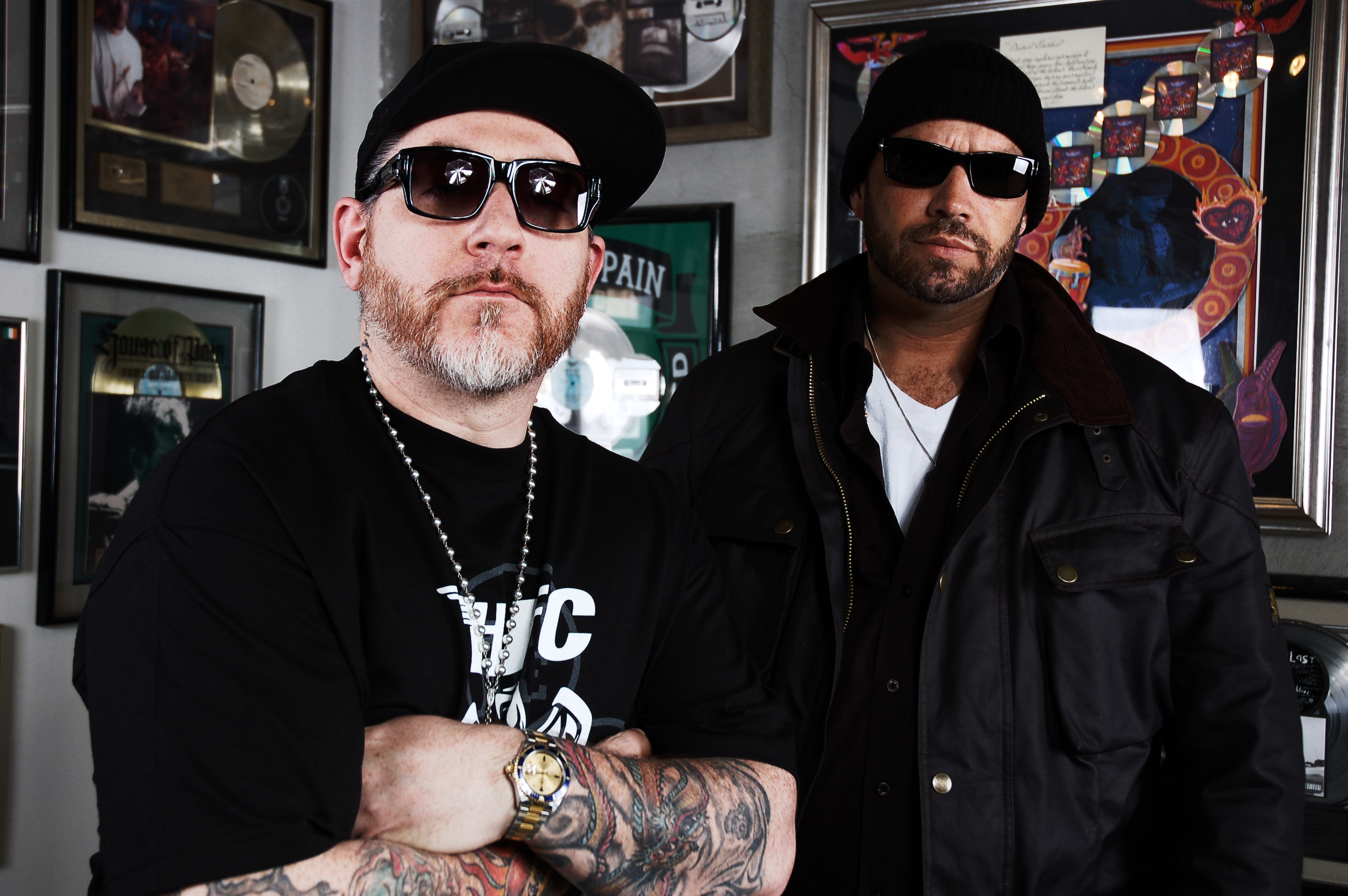
Everlast (links) und Danny Boy (2011)

Erik Schrody wuchs im San Fernando Valley in Südkalifornien auf. Unter dem Pseudonym Erik Rocks Everlasting, das nach kurzer Zeit zu Everlast gekürzt wurde, begann er früh, unter anderem inspiriert von Run DMC, Musik zu machen. 1986 wurde Erik „Everlast“ Schrody im Alter von 17 Jahren Mitglied von Ice-Ts Rhyme Syndicate. Mit 21 Jahren veröffentlichte er 1990 sein erstes, bereits 1988 produziertes Soloalbum unter dem Titel Forever Everlasting, das jedoch kommerziell wenig erfolgreich war. Dem amerikanischen Magazin Spin gestand Everlast einige Jahre später allerdings: „Ich danke Gott jeden Tag dafür, dass das Album floppte. Ich hätte Vanilla Ice sein können. Das wäre das Ende gewesen.“ In der Zeit bei Rhyme Syndicate lernte er den Alternativ-Rapper Divine Styler kennen, der immer wieder in seiner Karriere in Erscheinung trat, zum Beispiel mit dem Scheme Team auf dem dritten House of Pain-Album; auch produzierte er ein Stück auf Whitey Ford Sings The Blues.
Nach Differenzen mit Ice-T verließ Everlast das Rhyme Syndicate sowie dessen Plattenfirma und gründete mit seinen Freunden Danny O’Connor (Danny Boy) und Leor DiMant (DJ Lethal) 1991 die Gruppe House of Pain. Das gleichnamige Debütalbum erreichte dank der Hit-Single Jump Around in den USA Platin und House of Pain wurde zu einer der ersten erfolgreichen weißen Hip-Hop-Gruppen. Die beiden nachfolgenden Alben waren jedoch weniger erfolgreich; die Band löste sich 1996 auf.
Während seiner Zeit bei House of Pain gründete Schrody mit dem Künstler Estevan Oriol die Kleidungsmarke Not Guilty. Das Label existiert nicht mehr, Oriol hat aber mit „Joker“ eine eigene Marke.
1996 konvertierte Everlast zum Islam, in einem Interview 2011 sagte er „even though I would consider myself still to be Muslim, I don't really. I really kinda reject all organized religion... when a bunch of people get together and are spiritual and they feel good about each other, great things can happen. But when you start enforcing your philosophy and ideals on other people who don’t necessarily share them all, it turns into Palestine and Israel, and all these kinds of things. Ya know? Indians and Pakistanis, ya know?“, zu deutsch: „auch wenn ich mich immer noch als Muslim identifiziere, bin ich das nicht wirklich. Ich lehne alle organisierten Religionen ab, wenn ein Haufen Leute zusammenkommen und spirituell sind und miteinander klarkommen, können großartige Dinge geschehen. Aber wenn du deine Philosophie und Ideale anderen Leuten aufdrängst die sie nicht wirklich teilen, verwandelt sich das ganze in Palästina und Israel und all diese Dinge. Verstehst du? Inder und Pakistaner, verstehst du?“ 1996 nahm er die Arbeiten für sein zweites Soloalbum Whitey Ford Sings The Blues auf. Am letzten Aufnahmetag des Albums führte ein angeborener Herzdefekt zu einem Herzinfarkt und ihm wurde in einer Notfalloperation im Cedars-Sinai-Hospital eine künstliche Herzklappe eingesetzt.
Whitey Ford Sings The Blues erschien 1998 und wurde ein großer Erfolg, der auf der stilistisch relativ neuen Mischung von elektrischen und akustischen Gitarren mit Rap basierte. In den USA erreichte das Album dreifach Platin, die Single What It’s Like mit dem gleichnamigen Radio-Hit und einen monotonen Gesamteindruck hinterlassenden „Drei-Akkorde-Stück“ wurde für einen Grammy nominiert und gilt bis heute als sein bekanntester Song. 
2000 bekam Everlast zusammen mit Carlos Santana einen Grammy für das von ihm geschriebene Put Your Lights On verliehen. Das Lied erschien zunächst auf Santanas Album Supernatural und im selben Jahr auf Everlasts nächstem Soloprojekt, der Today-EP, einem Mini-Album mit 8 (bzw. 5 in der amerikanischen Ausgabe) Tracks. Hier zeigte sich Everlast von seiner experimentierfreudigen Seite: Die Live-Aufnahme von What It's Like ist über acht Minuten lang, eine für ein Hip-Hop-Stück ungewöhnliche Länge.
2000 erschien mit Eat At Whitey's das dritte reguläre Soloalbum von Everlast. Trotz guter Kritiken in der Fachpresse konnte das Album in den USA nicht an den Erfolg des Vorgängers anknüpfen und verfehlte die Goldauszeichnung. In Deutschland war das Album erfolgreicher und erreichte den elften Platz in den Album-Charts.
Erst im Jahr 2004 brachte Everlast das vierte Soloalbum White Trash Beautiful heraus. Die Meinungen der Kritiker waren gemischt, viele Fans waren enttäuscht über den nächsten großen Schritt in Richtung Singer-Songwriter-Musik und das Album wurde in Amerika ein kommerzieller Flop; bereits nach einer Woche fiel es aus den Billboard Top 100. In Deutschland erreichte das Album die Top 20 und konnte sich einige Wochen in den Charts halten. Die Single „White Trash Beautiful“ schaffte es in Deutschland bis auf Platz 59 der Singlecharts.
Im selben Jahr erschien Everlast – Live in Concert from the Playboy Mansion, eine DVD mit nur sieben Songs, davon fünf vom aktuellen Album. Die Erwartungen der Fans, die lange vergeblich auf eine Live-DVD gewartet hatten, wurden enttäuscht, da die meiste Zeit die Playboy Girls Gillian Bonner, Shannon Stewart und Natalia Sokolova zu sehen sind, und zudem die Kameraführung unprofessionell wirkt.
Das Debütalbum A Brand You Can Trust seiner neuen Gruppe La Coka Nostra, die im Wesentlichen aus Ill Bill, Slaine und Danny Boy und DJ Lethal von House of Pain besteht, erschien 2009 und zeichnet sich durch den häufigen Gebrauch von E-Gitarren und drastische Gesellschaftskritik aus.
Das im September 2008 erschienene Soloalbum Love, War and the Ghost of Whitey Ford beinhaltet vermehrt auch Einflüsse orientalischer Musik und Elektro-Beats.
Everlast kann auf zahlreiche Gastauftritte bei Songs & Remixen anderer Künstler zurückblicken, so z. B. Madonna, Kurupt, Cypress Hill, Sick of It All, Dilated Peoples, Prince Paul, Xzibit, Lordz Of Brooklyn, Ill Bill, Danny Diablo, Swollen Members, Korn oder Limp Bizkit, mit deren Frontmann Fred Durst er jedoch Streit hatte und ihn als „Fake-Everlast“ bezeichnete.

## Auszeichnungen
- Grammy: Beste Darbietung eines Duos oder einer Gruppe mit Gesang – Rock (Best Rock Performance By A Duo Or Group With Vocals) für Put Your Lights On, 2000

## Diskografie

### Studioalben
| Jahr | Titel                                  | Höchstplatzierung, Gesamtwochen, AuszeichnungChartplatzierungen (Jahr, Titel, Platzierungen, Wochen, Auszeichnungen, Anmerkungen) | Höchstplatzierung, Gesamtwochen, AuszeichnungChartplatzierungen (Jahr, Titel, Platzierungen, Wochen, Auszeichnungen, Anmerkungen) | Höchstplatzierung, Gesamtwochen, AuszeichnungChartplatzierungen (Jahr, Titel, Platzierungen, Wochen, Auszeichnungen, Anmerkungen) | Höchstplatzierung, Gesamtwochen, AuszeichnungChartplatzierungen (Jahr, Titel, Platzierungen, Wochen, Auszeichnungen, Anmerkungen) | Höchstplatzierung, Gesamtwochen, AuszeichnungChartplatzierungen (Jahr, Titel, Platzierungen, Wochen, Auszeichnungen, Anmerkungen) | Anmerkungen                              |
| Jahr | Titel                                  | DE | AT | CH | UK | US | Anmerkungen                              |
| ---- | -------------------------------------- | --- | --- | --- | --- | --- | ---------------------------------------- |
| 1990 | Forever Everlasting                    | — | — | — | — | — | Erstveröffentlichung: 27. März 1990      |
| 1998 | Whitey Ford Sings the Blues            | DE12 (29 Wo.)DE | — | CH20 (27 Wo.)CH | UK65 (1 Wo.)UK | US9 ×2Doppelplatin · (55 Wo.)US                                                                                                   | Erstveröffentlichung: 8. September 1998  |
| 2000 | Eat at Whitey’s                        | DE11 (17 Wo.)DE | AT55 (2 Wo.)AT | CH25 (11 Wo.)CH | — | US20 Gold · (22 Wo.)US | Erstveröffentlichung: 17. Oktober 2000   |
| 2004 | White Trash Beautiful                  | DE12 (9 Wo.)DE | AT32 (5 Wo.)AT | CH21 (12 Wo.)CH | — | US56 (3 Wo.)US | Erstveröffentlichung: 25. Mai 2004       |
| 2008 | Love, War and the Ghost of Whitey Ford | DE61 (1 Wo.)DE | — | CH15 (5 Wo.)CH | — | US78 (1 Wo.)US | Erstveröffentlichung: 23. September 2008 |
| 2011 | Songs of the Ungrateful Living         | DE58 (1 Wo.)DE | AT55 (2 Wo.)AT | CH30 (4 Wo.)CH | — | US48 (2 Wo.)US | Erstveröffentlichung: 18. Oktober 2011   |
| 2013 | The Life Acoustic                      | DE98 (1 Wo.)DE | — | CH67 (1 Wo.)CH | — | US102 (1 Wo.)US | Erstveröffentlichung: 27. August 2013    |
| 2018 | Whitey Ford’s House of Pain            | DE77 (1 Wo.)DE | — | CH18 (2 Wo.)CH | — | — | Erstveröffentlichung: 7. September 2018  |

### EPs
- 1999: Today
- 2012: More Songs of the Ungrateful Living

### Singles
| Jahr | Titel Album                                | Höchstplatzierung, Gesamtwochen, AuszeichnungChartplatzierungen (Jahr, Titel, Album, Platzierungen, Wochen, Auszeichnungen, Anmerkungen) | Höchstplatzierung, Gesamtwochen, AuszeichnungChartplatzierungen (Jahr, Titel, Album, Platzierungen, Wochen, Auszeichnungen, Anmerkungen) | Höchstplatzierung, Gesamtwochen, AuszeichnungChartplatzierungen (Jahr, Titel, Album, Platzierungen, Wochen, Auszeichnungen, Anmerkungen) | Höchstplatzierung, Gesamtwochen, AuszeichnungChartplatzierungen (Jahr, Titel, Album, Platzierungen, Wochen, Auszeichnungen, Anmerkungen) | Höchstplatzierung, Gesamtwochen, AuszeichnungChartplatzierungen (Jahr, Titel, Album, Platzierungen, Wochen, Auszeichnungen, Anmerkungen) | Anmerkungen                                                         |
| Jahr | Titel Album                                | DE | AT | CH | UK | US | Anmerkungen                                                         |
| ---- | ------------------------------------------ | --- | --- | --- | --- | --- | ------------------------------------------------------------------- |
| 1998 | What It’s Like Whitey Ford Sings the Blues | DE17 (18 Wo.)DE | AT17 (9 Wo.)AT | CH20 (14 Wo.)CH | UK34 (3 Wo.)UK | US13 (33 Wo.)US | Erstveröffentlichung: Juli 1998                                     |
| 1998 | Ends Whitey Ford Sings the Blues           | DE67 (7 Wo.)DE | — | — | UK47 (1 Wo.)UK | — | Erstveröffentlichung: 1998                                          |
| 1999 | Supernatural Put Your Lights On            | DE92 (3 Wo.)DE | — | CH87 (4 Wo.)CH | — | — | Erstveröffentlichung: 24. August 1999 Carlos Santana feat. Everlast |
| 2000 | Black Jesus Eat at Whitey’s                | — | — | CH86 (1 Wo.)CH | UK37 (2 Wo.)UK | — | Erstveröffentlichung: 18. September 2000                            |
| 2000 | I Can’t Move Eat at Whitey’s               | DE99 (1 Wo.)DE | — | — | — | — | Erstveröffentlichung: 2000                                          |
| 2004 | White Trash Beautiful                      | DE59 (8 Wo.)DE | AT64 (3 Wo.)AT | CH42 (5 Wo.)CH | — | — | Erstveröffentlichung: 3. Mai 2004                                   |

Weitere Singles
- 1989: Never Missin’ a Beat
- 1990: I Got the Knack
- 1990: The Rhythm
- 1998: Painkillers
- 1998: Money (Dollar Bill) (feat. Sadat X)
- 1999: Today (Watch Me Shine) (feat. Bronx Style Bob)
- 1999: So Long
- 2000: (Rock) Superstar (Cypress Hill feat. Chino Moreno und Everlast, US: Platin)
- 2001: Deadly Assassins (feat. B-Real)
- 2004: Broken
- 2006: Put Me On (Swollen Members feat. Everlast und Moka Only)
- 2008: Letters Home from the Garden of Stone
- 2008: Folsom Prison Blues
- 2008: Stone in My Hand
- 2008: My Medicine (Snoop Dogg feat. Willie Nelson and Everlast)
- 2011: I Get By
- 2012: Long Time
- 2018: The Culling
- 2018: Don’t Complain
- 2018: It Ain’t Easy

### Videoalben
- 2004: Live in Concert at the Playboy Mansion

## Auszeichnungen für Musikverkäufe
| Platin-Schallplatte - Neuseeland - 2022: für die Single What It’s Like | 2× Platin-Schallplatte - Kanada - 1999: für das Album Whitey Ford Sings the Blues |

Anmerkung: Auszeichnungen in Ländern aus den Charttabellen bzw. Chartboxen sind in ebendiesen zu finden.
| Land/RegionAuszeichnungen für Musikverkäufe (Land/Region, Auszeichnungen, Verkäufe, Quellen) | Gold  | Platin     | Verkäufe  | Quellen          |
| -------------------------------------------------------------------------------------------- | ----- | ---------- | --------- | ---------------- |
| Kanada (MC)                                                                                  | —     | 2× Platin2 | 200.000   | musiccanada.com  |
| Neuseeland (RMNZ)                                                                            | —     | Platin1    | 30.000    | radioscope.co.nz |
| Vereinigte Staaten (RIAA)                                                                    | Gold1 | 3× Platin3 | 3.500.000 | riaa.com         |
| Insgesamt                                                                                    | Gold1 | 6× Platin6 |           |                  |

## Filme
- 1993: Who’s the Man? als Billy
- 1993: Judgment Night – Zum Töten verurteilt als Rhodes
- 1995: Bang als Pimb
- 1997: Lowball als Eddie
- 1999: Saturday Night Live als Gast, Folge 24.11
- 2004: Las Vegas Gastauftritt, Staffel 1: Episode 22